# لو هاريسون
لو هاريسون (بالإنجليزية: Lou Harrison) هو صحفي وملحن أمريكي، ولد في 14 مايو 1917 في بورتلاند في الولايات المتحدة، وتوفي في 2 فبراير 2003 في لافاييت في الولايات المتحدة بسبب نوبة قلبية.

## وصلات خارجية
- لو هاريسون على موقع IMDb (الإنجليزية)
- لو هاريسون على موقع ميوزك برينز (الإنجليزية)
- لو هاريسون على موقع إن إن دي بي (الإنجليزية)
- لو هاريسون على موقع أول ميوزيك (الإنجليزية)
- لو هاريسون على موقع ديسكوغز (الإنجليزية)